# Lev Zacharovič Mechlis
Lev Zacharovič Mechlis (in russo Лев Захарович Мехлис?; Odessa, 13 gennaio 1889, 1º gennaio del calendario giuliano – Mosca, 13 febbraio 1953) è stato un politico e generale sovietico.

## Biografia
Membro dal 1907 al 1910 del movimento marxista ebraico dei Poalei Zion, servì dal 1911 nell'Esercito imperiale russo. Dal marzo 1918 fece parte del Partito bolscevico e combatté nell'Armata Rossa fino alla fine del 1920. Nel 1921 lavorò come direttore della cancelleria del Consiglio dei commissari del popolo della RSFS Russa e successivamente ricoprì altri ruoli dirigenziali. Nel frattempo studiò all'Accademia comunista tra il 1926 e il 1927, presso l'Istituto dei "professori rossi" dal 1927 al 1930, e conseguì il titolo di "dottore in scienze economiche" nel 1935. Dal 1931 al 1937 fu redattore capo della Pravda. Dal 1934 al 1937 fu candidato e dal 1937 alla morte membro effettivo del Comitato Centrale del Partito Comunista di tutta l'Unione, mentre dal 1938 al 1952 fece parte dell'Orgburo. Dal 1940 al 1944 fu vicepresidente del Consiglio dei commissari del popolo dell'URSS, di cui fece parte in qualità di titolare del Commissariato per il controllo statale. Durante la seconda guerra mondiale ricoprì ruoli di vertice nell'Armata Rossa e ottenne nel 1944 il grado di colonnello generale. Dal 1946 al 1950 fu infine Ministro del controllo statale.